# Juli Junyer i Padern
Juli Junyer i Padern (Vilamaniscle, 31 d'octubre de 1892 – Barcelona, 16 d'abril de 1938) va ser un religiós i professor, membre dels salesians. Mort durant la Guerra Civil espanyola, va ser beatificat per Joan Pau II, essent venerat com a beat màrtir per l'Església catòlica.

## Biografia
Nascut a Vilamaniscle, procedia de Cal Nin, una família senzilla. Va estudiar a l'única escola del poble gràcies a la família Gorgot, propietaris de la que avui és la Torre Galatea de Figueres, que li pagà els estudis. De jove destacà i continuà al Col·legi Salesià de Girona, i d'allí, volent-se dedicar a la vida religiosa, anà al Seminari de Campello (Alacant). Hi va fer la professió religiosa el 1912. Fou ordenat prevere el 1921. Segons el pare Alberti, salesià, Junyer era intel·lectualment reflexiu, sensible, treballador, ben preparat per a la direcció espiritual, bon músic i de tarannà bondadós. Fou professor a Girona, impartint filosofia, literatura i cant gregorià, i s'encarregà de la formació de religiosos.
En esclatar la Guerra civil espanyola es va refugiar a casa dels seus pares a Vilamaniscle, on el març de 1938 fou detingut per un grup de milicians. S'explica que un familiar directe, que era l'alcalde republicà del poble, el va acompanyar i va dir als milicians que si mataven el salesià, també l'haurien de matar a ell, i els van deixar anar. El religiós, però, va tornar a Girona i va col·laborar en la fugida per la frontera d'alguns salesians. Una de les expedicions va ésser interceptada i s'acusà Junyer d'ésser-ne l'instigador, encara que ell assegurava que s'havia limitat a donar els sagraments de la confessió i comunió a aquells que fugien.
El Tribunal d'Espionatge i Alta Traïció el va acusar d'espionatge. Mentre estava a la Presó Model de Barcelona es van fer gestions per aconseguir l'indult, però una carta seva havia estat trobada en mans dels detinguts sorpresos en intentar passar la frontera, i fou condemnat a mort el 23 de març de 1938 per "espionatge i altra traïció". Fou afusellat al fossar del Castell de Montjuïc de Barcelona, cap a les 7 del matí del dia 26 d'abril de 1938.

## Veneració
Va ser beatificat per Joan Pau II l'11 de març de 2001 amb altres màrtirs de la Guerra Civil. El seu cos va ésser traslladat a la parròquia de Villamaniscle.